# Vittaria doniana
Vittaria doniana là một loài dương xỉ trong họ Pteridaceae. Loài này được Mett. ex Hieron. mô tả khoa học đầu tiên năm 1915.